# NGC 791
NGC 791 est une vaste galaxie elliptique située dans la constellation des Poissons. NGC 791 a été découverte par l'astronome prussien Heinrich d'Arrest en 1861.

## Caractéristiques
Sa vitesse par rapport au fond diffus cosmologique est de 7 760 ± 46 km/s, ce qui correspond à une distance de Hubble de 114,5 ± 8,0 Mpc (∼373 millions d'al).
En raison d'une brillance de surface égale à 14,32 mag/am2, on peut qualifier NGC 791 de galaxie à faible brillance de surface (LSB en anglais pour low surface brightness). Les galaxies LSB sont des galaxies diffuses (D) avec une brillance de surface inférieure de moins d'une magnitude à celle du ciel nocturne ambiant.